# Arpad Šterbik
Arpad Šterbik (Senta, República Federal Socialista de Iugoslàvia, 20 de novembre de 1979) és un exjugador d'handbol d'origen serbi, nacionalitzat espanyol el 2008, que jugava de porter.

## Carrera esportiva
Va debutar amb la selecció espanyola d'handbol el dia 1 de novembre de 2009 al Palau dels Esports de Madrid en un partit davant 11.500 persones empatat contra la selecció de França.
El 30 d'agost de 2012 fitxà pel F. C. Barcelona, provinent del BM Atlético de Madrid, a canvi de 500.000 euros.
La temporada 2013-2014, va guanyar cinc títols amb el FC Barcelona, en un gran any en què l'equip només no va poder guanyar la Copa d'Europa, i a la Lliga ASOBAL va guanyar tots 30 partits disputats, amb un nou rècord de gols, 1146. El 2 de juny de 2014 es va fer oficial que deixava el FC Barcelona.

## Clubs
| Club                  | País      | Temporades  |
| --------------------- | --------- | ----------- |
| RK Jugović            | Sèrbia    | 2001        |
| Veszprém KC           | Hongria   | 2001 - 2004 |
| BM Ciudad Real        | Espanya   | 2004 - 2011 |
| BM Atlético de Madrid | Espanya   | 2011 - 2012 |
| FC Barcelona          | Catalunya | 2012 - 2014 |
| RK Vardar Skopje      | Macedònia | 2014 -      |

## Palmarès

### Selecció estatal
- Medalla de Plata Campionat d'Europa Júnior d'handbol 1998.
- Medalla d'Or Campionat del Món Universitari 1999.
- Medalla de Bronze Campionat del Món d'handbol 1999.
- Medalla de Bronze Campionat del Món d'handbol 2001.
- Medalla de Bronze Campionat del Món d'handbol 2011.
- Medalla d'Or Campionat del Món d'handbol 2013.
- Medalla de Plata Campionat d'Europa 2016.

[Medalla d'or Campionat d'europa 2018 Croàcia]

### Veszprém KC
- Lliga Hongaresa (2001-02), (2002-03) i (2003-04)
- Copa Hongaresa (2001-02), (2002-03) i (2003-04)

### BM Ciudad Real
- Lliga ASOBAL (2006-07), (2007-08), (2008-09) i (2009-10)
- Copa del Rei (2007-08) i (2010-11)
- Copa ASOBAL (2004-05), (2005-06), (2006-07), (2007-08) i (2010-11)
- Supercopa d'Espanya (2004-05), (2007-08) i (2010-11)
- Supercopa d'Europa (2005-06), (2006-07) i (2008-09)
- Copa d'Europa (2005-06), (2007-08) i (2008-09)
- Mundial de Clubs (2006-07) i (2009-10)
- Subcampió Lliga ASOBAL (2004-05), (2005-06) i (2010-11)
- Subcampió Copa del Rei (2005-06) i (2008-09)
- Subcampió Copa ASOBAL (2009-10)
- Subcampió Supercopa d'Espanya (2008-09) i (2009-10)
- Subcampió Copa d'Europa (2004-05) i (2010-11)
- Subcampió Mundial de Clubs (2010-11)

### BM Atlètic de Madrid
- Supercopa d'Espanya (2011)
- Copa del Rei (2011-12)
- Subcampió Lliga ASOBAL (2011-12)
- Subcampió Copa d'Europa (2011-12)

### FC Barcelona
- Supercopa d'Espanya (2012)
- Copa del Rei (2012)
- Lliga ASOBAL: (2012-2013)
- Supercopa de Catalunya: 2012
- Subcampió Copa d'Europa: (2012-13)
- Lliga ASOBAL: (2013-2014)[2]

### RK Vardar Skopje
- Lliga de Macedònia: 2014-15 i 2015-16
- Copa de Macedònia: 2014-15 i 2015-16

### Mèrits i distincions
- Millor Porter del Campionat del Món (2005)
- IHF Jugador de l'Any (2005)
- Millor porter de la Lliga ASOBAL (2006)
- Millor jugador de la Lliga ASOBAL (2006)
- Millor porter de la Lliga ASOBAL (2007)
- Millor porter de la Lliga ASOBAL (2008)
- Millor porter de la Lliga ASOBAL (2009)
- Millor porter de la Lliga ASOBAL (2010)